# Hazel (piosenka Boba Dylana)
Hazel – piosenka skomponowana przez Boba Dylana, nagrana przez niego w listopadzie 1973, wydana na albumie Planet Waves w styczniu 1974.

## Historia i charakter utworu
Piosenka ta została nagrana na 4. sesji do albumu Planet Waves 6 listopada 1973 w The Village Recorder Studio B w Los Angeles w stanie Kalifornia. Innymi piosenkami sesji były: "One a Night Like This" (odrzut) i Tough Mama", "Something There Is About You".
Ta spokojna ballada poświęcona jest dziewczynie Dylana z Hibbings – Echo Helstrom; chociaż dotyczy ona z pewnością także innych dziewcząt z tego rodzinnego miasta artysty. Piosenka ta idealizuje ten okres jego życia, ukazując miasteczko niby jakąś wiejską Arkadię.
Mimo iż album przygotowywany był z myślą o zbliżającym się tournée (pocz. 3 stycznia 1974), to jednak piosenka ta została po raz pierwszy wykonana dopiero w 1976 r. na pożegnalnym koncercie The Band, sfilmowanym i wydanym jako Last Waltz. Została ona jednak wycięta z filmu.
We wrześniu 1978 ballada ta była jednym z utworów ćwiczonych przed występami. 17 listopada 1994 Dylan z zespołem wykonali kompozycję podczas koncertu dla serii MTV Unplugged, jednak nie została ona umieszczona ani na albumie, ani na DVD z tego występu.

## Muzycy
Sesja 3.
- Bob Dylan – gitara, harmonijka, śpiew
- Robbie Robertson – gitara
- Richard Manuel – pianino, perkusja
- Rick Danko – gitara basowa
- Garth Hudson – organy, akordeon
- Levon Helm – perkusja

## Dyskografia
Albumy
- The Last Waltz (wydanie pudełkowe) (1979)